# Aleksandrovac (Laktaši)
Pour les articles homonymes, voir Aleksandrovac (homonymie).
Aleksandrovac (en serbe cyrillique : Александровац) est un village de Bosnie-Herzégovine. Il est situé dans la municipalité de Laktaši et dans la république serbe de Bosnie. Selon les premiers résultats du recensement bosnien de 2013, il compte 865 habitants.
Aleksandrovac est également connu sous le nom de Bosanski Aleksandrovac.

## Géographie
Aleksandrovac est un village situé au nord de la Bosnie-Hérzégovine, au milieu de champs, à l'est du village de Romanovci et à l'ouest du village de Kosjerovo. Au sud-ouest du village se trouve la deuxième ville du pays, Banja Luka, et son aéroport international. Le village est coupé en deux par une route.

## Démographie

### Répartition de la population par nationalités (1991)
En 1991, le village comptait 677 habitants, répartis de la manière suivante :

### Communauté locale
En 1991, la communauté locale d'Aleksandrovac (Bosanski Aleksandrovac) comptait 2 393 habitants, répartis de la manière suivante :